# Michael Bloomfield (astronauta)
Michael John Bloomfield, detto Bloomer (Flint, 16 marzo 1959), è un ex astronauta statunitense.
Ha partecipato come pilota alle missioni STS-86 e STS-97 dello Space Shuttle, comandando poi la missione STS-110.